# Teodor Julin
Johan Hjalmar Teodor Julin (i Riksdagen kallad Julin i Stockholm), född 31 oktober 1880 i Säter, Kopparbergs län, död 18 maj 1977 i Hägersten, var en svensk notarie och socialdemokratisk riksdagsman, postmästare, redaktör och aktiv esperantist.
Julin arbetade från 1905 som postexpeditör och från 1910 som förste postexpeditör, 1920 hade han avancerat till att bli notarie i Generalpoststyrelsen. Han blev postmästare 1935.
Julin var som riksdagsman invald socialdemokratisk ledamot av första kammaren 1920–1930, först för Gävleborgs läns valkrets, senare för Stockholms läns och Uppsala läns valkrets.
Julin lärde sig esperanto på 1920-talet när han deltog i ungersk-nederländske prästen Andreo Csehs esperanto-kurs i Stockholm för parlamentariker. Han blev sedan vice ordförande för Stockholms esperantoklubb, och chefsdelegat för ILEPTO, Esperantiska post- och telegraf-tjänstemäns internationella förbund. Han var ordförande för tremannakommittén som ledde organiseringen av esperanto-världskongressen i Stockholm 1934 – de två andra ledamöterna var läraren Ernfrid Malmgren, senare ordförande för UEA, och ingenjör Hjalmar Lindstedt, anställd på L.M. Ericsson. Vidare arrangerade Julin esperantokurser och liknande aktiviteter.
Han var redaktör för posttjänstemannatidningen Svenskt postarkiv 1913–1917, lärare vid postväsendets undervisningsanstalt, funktionär vid 8:e världspostkongressen i Stockholm, och redaktör för kongresstidningen Bulletin Quotidien 1924. Senare var han redaktör för Svenska trafiktidningen 1937–1952.
Föräldrarna var apotkaren Carl Hjalmar Julin och Anna Julin (född Jern). Teodor Julin gifte sig först 1908 med Elna Lindeberg (1882–1924), och 1926 efter Elnas bortgång med postexpeditören och esperantisten Eva Röhlander (1882–1952), från 1938 redaktör för Svenska Esperantoförbundets tidning La Espero. Han hade döttrarna Thea Elisabet (född 1904) och Anna Lisa (född 1909).